# Челентано, Розалинда
Розалинда Челентано (итал. Rosalinda Celentano; р. 15 июля 1968, Рим) — итальянская актриса, певица и художница. Дочь Адриано Челентано и Клаудии Мори.

## Биография
Младшая дочь Адриано Челентано и Клаудии Мори.
Со стороны бабушки Альбы Мори есть цыганские корни. Воспитанием Розалинды, её старшей сестры Розиты и брата Джакомо занималась в основном мать. По воспоминаниям актрисы, Клаудия Мори была женщиной авторитарной и воспитывала детей в строгости, отец же редко бывал дома из-за активной творческой деятельности. В шесть лет вместе с сестрой, братом и родителями Розалинда снялась в рок-мюзикле «Юппи-ду», поставленном её отцом. 
В детстве обучалась рисованию и показала себя способной художницей: её работы были представлены на выставках в Италии и в России.
В 18 лет Розалинда ушла из родительского дома, хотела большего личного пространства и возможности заниматься искусством, чему противились родители. После этого она шесть месяцев жила на улице с бездомными.
Актёрская карьера Челентано началась в 1988 году с роли секретаря в фильме «Поезд со сливками». Однако в начале творческой деятельности она больше занималась музыкой и танцами. Челентано в начале 1990-х годов записала несколько музыкальных синглов, в 1990 году участвовала в Фестивале Сан-Ремо, где и встретила будущего жениха, художника и продюсера Паоло Пьерлуиджи. По признанию актрисы, она была сильно привязана к художнику, который вскоре скончался из-за рака головного мозга. Позже в качестве бэк-вокалистки принимала участие в записи альбома отца Il re degli ignoranti. После этого она ушла из коммерческой эстрады, но продолжила заниматься музыкой.
Роль Сатаны в фильме Мела Гибсона «Страсти Христовы» Челентано получила случайно. Этот персонаж изначально вообще не фигурировал в сценарии, но Гибсону, приехавшему в Италию для проведения кастинга, на глаза попались фотографии Розалинды, которые произвели на режиссёра впечатление, в результате чего он дал актрисе роль Сатаны. Челентано работала на съёмках бесплатно, желая показать, что для неё важна работа, а не деньги. Ради роли ей пришлось сбрить брови и учить текст на арамейском языке.
За свою актёрскую карьеру Челентано была номинирована на кинопремию «Давид ди Донателло» за лучшую женскую роль второго плана — в 2000 году за роль в фильме «Сладкий шум жизни» и в 2002 году за роль в картине «Вероятно, любовь». Трижды Челентано была номинантом премии «Серебряная лента» за лучшую женскую роль второго плана. Номинации ей принесли роли в фильмах «Сладкий шум жизни», «Один сумасшедший день!» и «Страсти Христовы», в последнем случае номинация была разделена между Челентано, Моникой Белуччи и Клаудией Джерини.
В 36 лет Челентано пыталась совершить самоубийство, приняв 40 таблеток снотворного. Её успели спасти врачи.

## Личная жизнь
Розалинда Челентано не скрывает, что является бисексуалкой. Она публично заявила, что у неё были романы и с мужчинами, и с женщинами, в том числе с актрисами Моникой Белуччи и Азией Ардженто. С Белуччи Розалинда состояла в отношениях, когда ей было 24 года, а Монике 28.
Итальянский певец Бьяджо Антоначчи в одном из своих интервью рассказал об отношениях с Розалиндой. Они встретились, когда он только начинал свою карьеру, а ей исполнилось 18. Песни Pazzo di lei и Quanto tempo e ancora, посвящённые их отношениям, были высоко оценены публикой Италии. Розалинда была приглашена с сестрой Розитой сняться в видеоклипе песни. В 2013 году Челентано в интервью итальянскому изданию Vanity Fair призналась, что хочет заключить брак со своей возлюбленной, актрисой Симоной Бориони, однако итальянское законодательство не допускает однополые браки. В ноябре 2014 года Розалинда объявила о разрыве их отношений.

## Фильмография
| Год  |    | Русское название                    | Оригинальное название                    | Роль                 |
| ---- | -- | ----------------------------------- | ---------------------------------------- | -------------------- |
| 1988 | ф  | Поезд со сливками                   | Treno di panna                           | секретарь            |
| 1993 | ф  |                                     | Le donne non vogliono più                | Клаудия              |
| 1995 | ф  | Палермо-Милан: Билет в одну сторону | Palermo Milano solo andata               | Паола Теренци        |
| 1998 | с  | Жена для друга                      | Una donna per amico                      | Джорджия             |
| 1999 | ф  | Сладкий шум жизни                   | Il dolce rumore della vita               | Лолита               |
| 1999 | ф  |                                     | A casa di Irma                           | Zagor                |
| 2001 | ф  |                                     | Domenica                                 | монахиня             |
| 2001 | ф  | Вероятно, любовь                    | L'amore probabilmente                    | Кьяра                |
| 2002 | ф  | Один сумасшедший день!              | Paz!                                     | Джанна               |
| 2002 | ф  | Хороший друг                        | Bell'amico                               |                      |
| 2003 | тф | Добрый папа                         | Il papa buono                            | Тереза               |
| 2003 | ф  | Дневник порнозвезды                 | Poco più di un anno fa                   | Луна                 |
| 2003 | ф  | Пожиратель грехов                   | The Order                                | Faraway Eyes Girl    |
| 2004 | ф  | Страсти Христовы                    | The Passion of the Christ                | Сатана               |
| 2005 | тф | Туннель                             | Der Todestunnel - Nur die Wahrheit zählt | Патриция Скради      |
| 2007 | ф  | Все женщины моей жизни              | Tutte le donne della mia vita            | Изабелла             |
| 2007 | ф  | 7 километров до Иерусалима          | 7 km da Gerusalemme                      | Сара                 |
| 2008 | ф  |                                     | Il nostro messia                         | Мара Роверзи         |
| 2010 | с  | Грех и стыд                         | Il peccato e la vergogna                 | Мария Пия Торричелли |
| 2011 | с  | Горячая кровь                       | Sangue caldo                             | таинственная женщина |
| 2013 | ф  | Бухгалтер мафии                     | Il ragioniere della mafia                |                      |
| 2018 | ф  | Рожденный заново                    | Оригинальное название неизвестно         |                      |